# Alan Rawsthorne
Pour les articles homonymes, voir Rawsthorne.
 (août 2015).
Si vous disposez d'ouvrages ou d'articles de référence ou si vous connaissez des sites web de qualité traitant du thème abordé ici, merci de compléter l'article en donnant les références utiles à sa vérifiabilité et en les liant à la section « Notes et références ».
Alan Rawsthorne (Haslingden, Angleterre, 2 mai 1905 - Cambridge, 24 juillet 1971) est un compositeur britannique.

## Biographie
Après des études musicales à Manchester et à Berlin, sa renommée s’accroît avec la parution des Études symphoniques, créées à Varsovie en avril 1939. Restant en marge de l’establishment musical britannique, il a composé trois symphonies, de nombreux concertos, de la musique de chambre, sans rencontrer la notoriété de ses contemporains (Benjamin Britten, Arnold Bax, Michael Tippett, William Walton, Vaughan Williams…).
Sa femme Isabel (1912-1992) fut une artiste peintre de renom.

## Œuvres

### Ballet
- Madame Chrysanthème - Ballet

### Principales œuvres symphoniques
- Trois symphonies
- Symphonic Studies
- Concertante Pastorale
- Concerto for String Orchestra
- Cortèges Fantasy Overture
- Divertimento for Chamber Orchestra
- Elegiac Rhapsody for Strings
- Hallé Overture
- Improvisations on a Theme by Constant Lambert
- Light Music for Strings
- Madame Chrysanthème - Suite
- Overture for Farnham
- Prisoners' March - du film "the Captive Heart"
- Street Corner - Overture
- Theme, Variations and Finale
- Triptych for Orchestra

### Œuvres concertantes
- Concerto nº l pour Piano & Orchestre
- Concerto nº 2 pour Piano & Orchestre
- Concerto pour 2 Pianos & Orchestre
- Concerto nº l pour Violon & Orchestre
- Concerto nº 2 pour Violon & Orchestre
- Concerto pour Violoncelle & Orchestre
- Concerto pour Hautbois & Cordes
- Concerto pour Clarinette & Cordes

### Musique de chambre
- Concertante pour Piano & Violon
- Concerto pour 10 Instruments
- Quartet pour Clarinette, Violon, Alto & Violoncelle
- Quintette pour Piano, Hautbois, Cit., Cor & Basson
- Quintette pour Piano & Cordes
- Sonate pour Violon & Piano
- Sonate pour Alto & Piano
- Sonate pour Violoncelle & Piano
- Sonatine pour Flûte, Hautbois & Piano
- Quatuor à Cordes nº l
- Quatuor à Cordes nº 2
- Quatuor à Cordes nº 3
- Suite pour Flûte, Alto & Harpe
- Suite pour Triple Flûtes & Piano
- Thème & Variations pour 2 Violons
- Trio pour Piano, Violon & Violoncelle
- Elegy pour Guitare

## Musique pour piano
- Ballade in G sharp minor (Dated Christmas 1929)
- Piano Sonatina (1949)
- Four Romantic Pieces (1953)
- Bagatelles (1938)
- Ballade (1967)
- "The Creel": Suite pour deux Pianos

### Musique vocale
- Three French Nursery Songs
- "We Three Merry Maids"
- Two Songs to Words by John Fletcher
- Carol
- Saraband (with Ernest Irving)
- Scena Rustica for soprano and harp
- "Two Fish"

### Musique pour voix et orchestre
- Carmen Vitale: Choral Suite
- A Canticle of Man: Chamber Cantata
- The God in a Cave: Cantata
- Medieval Diptych 962
- Practical Cats for Speaker and Orchestra
- Tankas of the Four Seasons

### Musique chorale
- Canzonet from "A Garland for the Queen"
- Four Seasonal Songs
- Lament for a Sparrow
- The Oxen
- A Rose for Lidice